# 전주서문교회

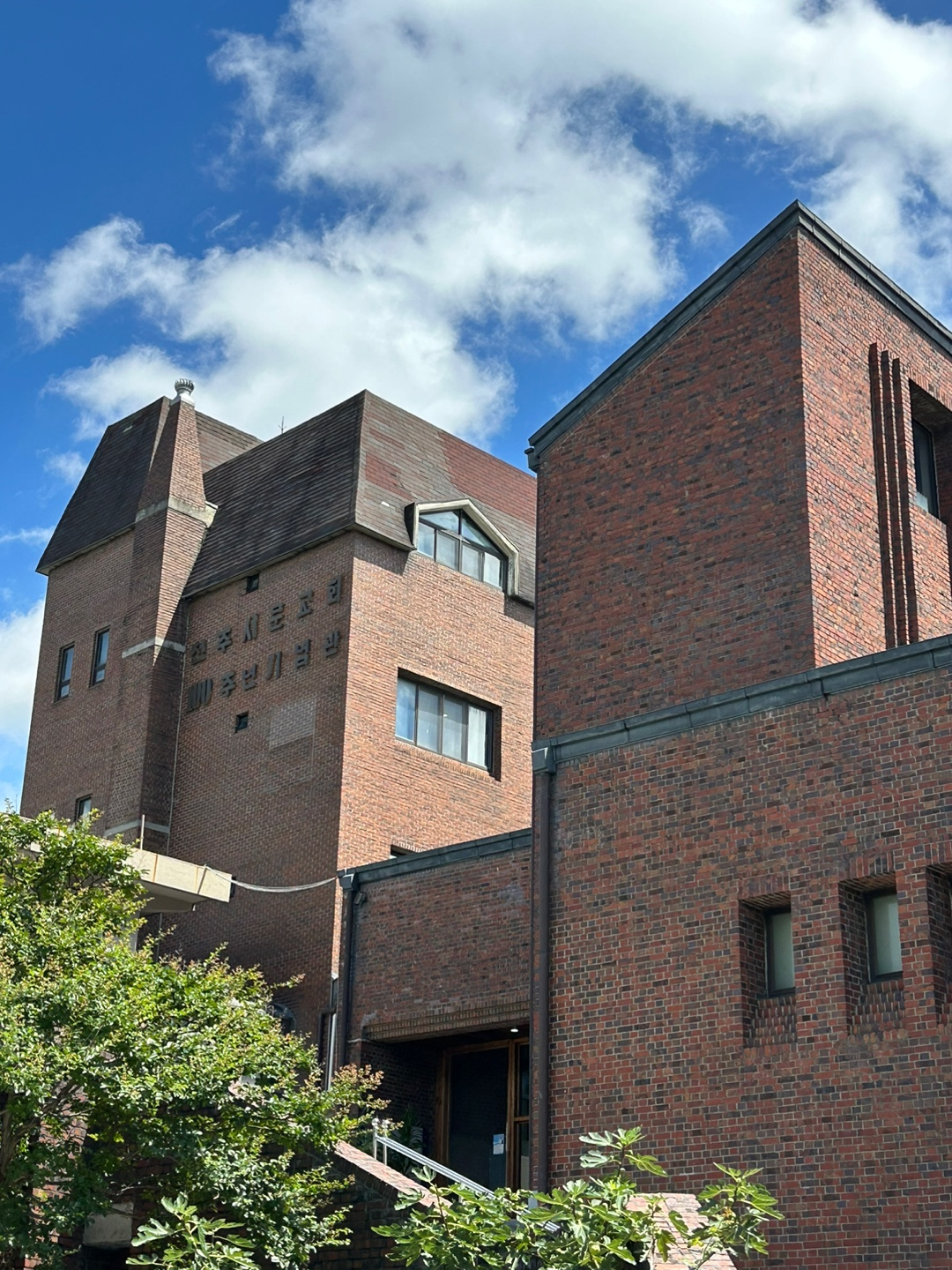
전주 서문교회

전주서문교회는 전북특별자치도 전주시 다가동에 있는 대한예수교장로회(합동)에 속한 개신교회이다. 미국 남장로교 레이놀즈 선교사의 파송을 받은 정해원에 의하여 1893년에 설립된 호남지역 최초 개신교 교회이다.

## 역사

### 호남지역 첫 교회 설립

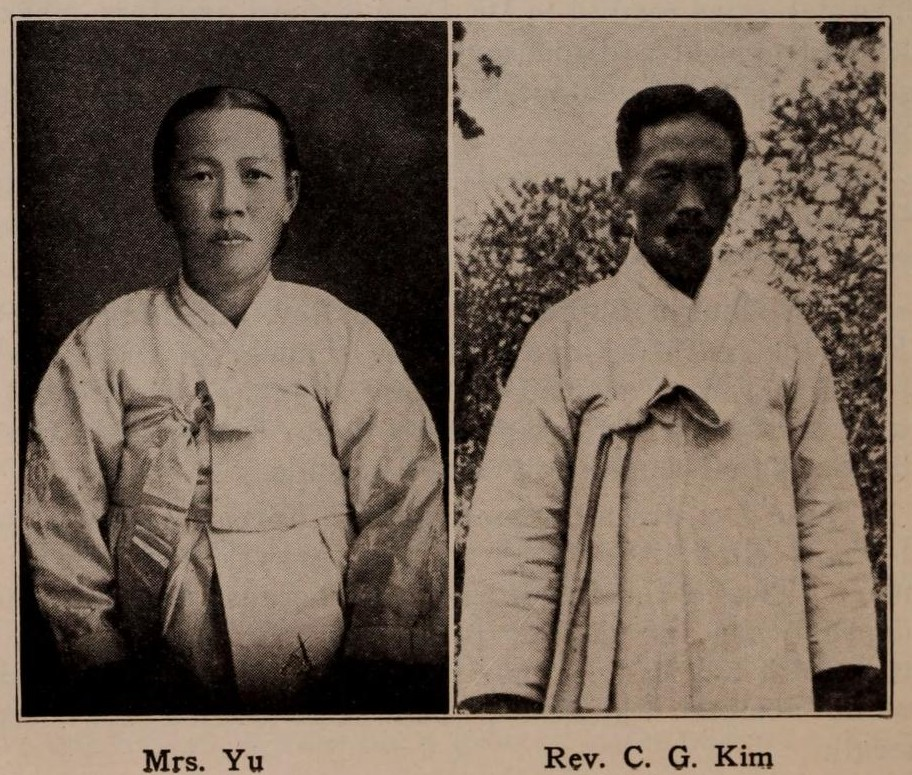
호남지역 최초 개신교 세례교인인 유씨부인과 김창국

미국 남장로교 소속 선교사들은 1892년에 인천을 통해 입국하였고, 다른 해외 장로교파 선교사들과 함께 이듬해 초 장로교 선교 공의회를 조직하였다. 한국에서 하나의 장로교회를 설립하기로 한 선교공의회의 결정에 따라 남장로교 소속 선교사들은 호남지방인 충청도와 전라도지역의 선교를 담당하게 되었다. 당시 호남지역에는 동학교도들의 활동이 있어 미국인 선교사들의 직접적인 선교활동보다 레이놀즈 선교사의 한국인 어학 선생인 정해원을 먼저 전주 지역으로 파송하였다.
정해원은 1893년 6월 전주천 건너 부남면 은송리(지금의 완산동 165-5번지) 용머리고개 기슭의 초가 한채를 52냥(미화 26달러 상당액)에 구입하고 전도를 시작하였다. 이후, 1897년 7월 17일에 레이놀즈 선교사의 집례로 김내윤과 김창국 등 남자 2명과 여자 3명에게 세례를 배풀게 되었다.
1897년에는 선교부를 확장하기 위하여 토지를 추가 구입하고 건물 두 채를 건축하고 있었으나 기독교 전도를 반대하는 유생들이 개입하여 전주 관아는 전주 이씨의 본향인 완산은 내국인도 아무나 임의로 건축을 할 수 없는 곳이라며 건축 금지를 명령하였다. 주한 미국 공사관을 통해 해결 방안을 모색하여 선교부 기지를 서북편인 화산으로 옮겨 선교사들의 집단 거주 지역으로 사용하도록 하고 건물 세 채를 이전해서 지을 수 있는 보상금을 정부에서 지급하기로 협상하였다. 선교부 자리의 이동과 함께 전주 초기 교회 터도 맞은 편 전주성 서문 옆으로 이동하게 되었고, 이 곳에 현재까지 전주서문교회 예배당이 위치하고 있다.